# Радищев, Леонид Николаевич
Леонид Николаевич Радищев (1904, Санкт-Петербург — 1973, Ленинград) — советский журналист, прозаик, детский писатель. 

## Биография
Родился в Санкт-Петербурге 31 декабря 1904 (13 января 1905) года.
Учился в Ленинградском политехническом институте и на факультете журналистики техникума печати. 
С 1925 года работал в ленинградских газетах и журналах. Печататься начал с 1929 года, когда вышел его сборник фельетонов «Свет и тени». С 1930 года был ответственным секретарём журнала «Стройка», в 1933—1934 гг. — заведующий редакцией газеты «Литературный Ленинград», в 1937—1938 гг. —  заведующий отделом публицистики журнала «Звезда».
В годы Великой Отечественной войны работал в газете 42-й армии «Удар по врагу». Участвовал в боях, был четырежды ранен и контужен и в 1942 году демобилизован.
Работал в Архангельске в военной газете; был художественным руководителем клуба лесозаготовителей. В Ленинград смог вернуться в 1956 году и стал писать для детей. Центральное место в его творчестве заняла ленинская тема. Его произведения были переведены на языки народов СССР и иностранные языки.
Умер в Ленинграде 25 января 1973 года.
Член СП СССР. Награждён медалью «За трудовую доблесть».